# Småtjärnarna (Degerfors socken, Västerbotten, 715818-166556)
Småtjärnarna är en sjö i Vindelns kommun i Västerbotten och ingår i Umeälvens huvudavrinningsområde.